# アエロトレン
アエロトレン（西: Aerotrén、英: Aerotrain）は、メキシコのメキシコシティ近郊にあるメキシコ・シティ国際空港にて運行されているPeople moverである。

## 概要
3kmのAutomated People Mover (APM) は、ターミナル1およびターミナル2を結ぶ連絡手段を提供している。
2007年に開業した。
空港の大規模な拡大の一部であったため、ラテンアメリカで2番目に多忙を極めた。
当連絡路は乗り継ぎ客向けに設計・提供されており、乗車するには有効な搭乗券を所有し提示する必要がある。

## 背景
ベニート・フアレス国際空港のアエロトレン空港連絡路は、既存のターミナルから滑走路を挟んで反対側に建築された新しいターミナル1とターミナル2を結んでいる。
当システムは、1方向につき1時間当たりの乗客数 (pphpd) として540人の乗り継ぎ客を輸送することができる。

### 建設
空港の所有者であるアエロプエルトス・イ・セルビシオス・アウクシリアレス (ASA) およびドッペルマイヤー・ケーブル・カー (DCC) の間で契約が締結されたとき、2005年8月12日にメキシコ・シティ国際空港Automated People Moverシステム・プロジェクトが開始された。
当システムは、5,200万ユーロ (€) の価格で、2007年11月に完成した。
当システムは、メキシコ最大手の建設会社であるインヘニエロス・シビレス・イ・アソシアドス (ICA) との合弁事業によって設計・建設された。
メキシコシティ周辺地域は地盤沈下が発生しており、考慮に入れる必要があった。
ガイドウェイには、地盤の沈下分を調整する機能を有している。
鋼トラスおよびコンクリート支柱の間の鋼製アダプターは、地面の動きにあわせて高さ調整を行うことができる。

### テクノロジー
単線、単一列車、ケーブル・ライナー・シャトルの設計が選ばれた。
設備されたシステムは長さ3,025mであり、2つのターミナル駅間で45km/hの速度で運行される。
列車は4両で編成され、それぞれの乗客数は26人である（つまり、1列車あたりの乗客数は合計で104人である）。
オプションは、オリジナルである4両編成の列車を6両編成に増結するために含まれ、方向別時間毎乗客数が540人から800人まで増大することが条件である。

### 運行
空港で乗り継ぐ手荷物と乗客だけが当システムを利用することができ、誰もが有効な航空搭乗券を持っていなければならない。
所要時間は5分45秒であり、停車時間は60秒間である。
当システムがメンテナンスで運行停止するときは、バスが代替輸送手段となる。